# أنيتا بيكر
أنيتا بيكر (بالإنجليزية: Anita Baker) (و. 1958  م) هي مغنية مؤلفة، وعازفة الجاز، ومغنية، ومنتجة أسطوانات، وملحنة أمريكية، ولدت في توليدو، أوهايو.

## وصلات خارجية
- أنيتا بيكر على موقع IMDb (الإنجليزية)
- أنيتا بيكر على موقع الموسوعة البريطانية (الإنجليزية)
- أنيتا بيكر على موقع ميوزك برينز (الإنجليزية)
- أنيتا بيكر على موقع رولينغ ستون (الإنجليزية)
- أنيتا بيكر على موقع إن إن دي بي (الإنجليزية)
- أنيتا بيكر على موقع أول ميوزيك (الإنجليزية)
- أنيتا بيكر على موقع ديسكوغز (الإنجليزية)
- أنيتا بيكر على موقع قاعدة بيانات الفيلم (الإنجليزية)
- أنيتا بيكر في قاعدة بيانات الأفلام على الإنترنت